# 李宗道
李宗道（1915年1月8日—2005年8月12日），男，原籍上海，生于江苏南京，中国农业教育家。苎麻科学主要奠基人。湖南农业大学教授。
李宗道曾任国民政府行政院善后救济总署农业技正、国立南京临时大学教授。1951年调任湖南农学院教授、苎麻研究所所长。1960年代创建中国也是全球唯一的麻作专业。著有《麻作的理论与技术》等，有“当代麻神”之称。

## 生平

### 求学生涯
1915年1月8日出生于江苏省南京市一个普通职员家庭，原籍上海市郊区。1930年在读初中二年级时，父亲病故。他在夏应堂老伯的帮助下，得以继续学业。1931年进入上海光华大学附属中学，1934年毕业，考上了南京金陵大学农学院，主修农艺学，辅修农业经济学。1936年，夏老伯去世，他又在夏伯母的资助下继续学习。
1937年七七事变发生后，金陵大学迁往四川成都。李宗道只得和母亲一起，几经辗转逃难到成都。为了生活，他四处打工，省吃俭用，又回到学校上课，积攒学分。后来，燕京、齐鲁、华西、金陵和金陵女子大学等5所大学成立了学生自助组织——学生公社，他被该组织推荐到成都基督教青年会夜校教英语课。从此，他白天在大学上课，晚上到青年会夜校讲课，来回在相距30多华里的两地往返奔波，风雨无阻。终于在1942年以优异成绩毕业。

### 工作生涯
他的苦学精神得到师生的赞扬，毕业后经老师保荐到南京国民政府行政院善后总署农业委员会工作。两年后升为技正。1947年应聘到国立南京大学农学院任副教授，翌年升为教授。1949年至1951年任上海光华大学任农事试验场场长。
中华人民共和国成立后，1952年全国高等院校院系进行了调整，李宗道应聘于湖南农学院，任农学系教授。在党委书记兼院长李毅之的教导下，李宗道脱下西装，赴大通湖农场实地考察工作。
1963年至1984年兼任湖南农学院麻类研究室（农业部设置）主任、教授。
李宗道来湖南农学院时才37岁，是全院最年轻的教授。在最初的考察工作中，他发现虽然苎麻是湖南重要经济作物，但关于苎麻的科学研究还是一片空白，大有发展前途。当时，全国有关苎麻的科技资料极少。1949年以前仅存的文献，是上海商务印书馆出版的《万有文库》中《苎麻栽培法》一本小册子，全书不过2万多字，只是泛泛的介绍苎麻种植，其中不少还是日本的资料。
有了目标以后，李宗道越做越有干劲。他一方面深入麻乡，向麻农学习，总结中国几千年来积累的生产经验；另一方面有计划地开展科学研究。1956年加入九三学社。

#### 多次受难
1957年，他在反右运动中被错划为“右派分子”。根据“揭露”出来的材料，湖南各高等学校里的右派分子，大都以民盟右派为核心，串连各民主党派中对共产党不满的分子参加，从而形成反共集团。这些反共集团的主要策划人是民盟湖南省委秘书长杜迈之。李宗道（九三）和李凤荪（农工）是湖南农学院的代表。
1963年，中共中央在北京召开“农业科学十年规划会议”，农业部推荐他参加了这个会议。他发表了关于“冬季苧麻的麻蔸培育管理”等报告，得到了中央的重视。会议最终决定由农业部在全国高等院校设置麻类和烟草两个研究室，其中麻类研究室设在湖南农学院，并指定李宗道任研究室主任。
1966年“文化大革命”开始，李宗道再次被批斗。他被下放到农村劳动，失去了上讲台的权利。最让他痛心的莫过于撤销麻类研究室的决定。他的研究仪器被“瓜分”送人，实验地里300多个珍贵的苎麻品种被全部挖掉。

### 晚年
1978年十一届三中全会，让李宗道得到彻底的平反，麻类研究室也在1985年升格为苎麻研究所。1981年，李宗道的专著《麻作的理论与技术》在经历了近30年的曲折、三次修改和补充后，终于正式出版了。这是迄今为止全世界唯一的在麻类作物方面既有理论又有技术的专著，长达60万字。该书得到美国农业部农业研究中心左天觉博士和美国国会图书馆主任伊康等专家的高度评价。1987年，他成为全国苎麻学科唯一的博士生导师。
1985年至1992年任湖南农业大学苎麻研究所所长、教授、博士生导师。
1992年至1998年任湖南农业大学苎麻研究所名誉所长、教授、博士生导师、博士后导师。
2005年去世。

## 学术贡献
经过李宗道几十年的努力，湖南农业大学成为全国麻作技术人才培训中心和苎麻科技研究中心。李宗道先后为全国已培养麻作专业人才近千人，其中本科和专科生100余人、硕士生4届7人、博士生11届15人，现在仍有在读博士生8人，博士后2人。李宗道取得了一系列科研成果，曾获国家、省、部级科技进步奖20项，创造了显著的经济效益。

## 奖项和荣誉
李宗道的工作成绩得到了党和政府的肯定和赞赏。1990年他荣获国家教委、农业部、林业部颁发的“在支农扶贫和为农林生产服务中成绩突出”的荣誉证书和奖金；同年9月首批享受国务院批准发给的特殊贡献津贴；1996年获首届“湖南省科技之星”荣誉称号。

## 社会兼职
李宗道除校内职务外，还于1983年开始任湖南省政协委员，1988年起任省政协常委。1985年以来还担任了农业部“八五”国家科技攻关项目农业综合实验区专家委员会委员、中国农业科学院麻类研究所高级顾问、湖南省苎麻系列开发领导小组顾问、湖南省经济体制改革委员会顾问、湖南省科技专家顾问委员会委员、九三学社湖南省委委员等职。

## 纪念
2011年3月16日，湖南农业大学隆重举行了李宗道铜像揭幕仪式。

## 主要论著
1. 李宗道. 苎麻和黄麻.北京：科学出版社，1957
2. 李宗道等. 苎麻阶段发育分析.农业学报，1957，8（3）：347～360
3. 李宗道. 苎麻栽培生物学基础.长沙：湖南科学技术出版社，1962
4. 李宗道等. 苎麻生长发育中一些生理规律的研究.作物学报，1962，1（3）：293～302
5. 李宗道. 苎麻栽培技术与生理关系.中国农业科学，1962（8）：23～26
6. 李宗道等. 苎麻分株规律和控制途径的探讨.中国农业科学，1963 （6）：41～44
7. 李宗道. 黄麻栽培生物学基础.北京：科学出版社，1964
8. 李宗道. 麻作的理论与技术.上海：上海科学技术出版社，1981
9. 李宗道等. 苎麻组织培养及其快速繁殖上的应用.中国农业科学，1982 （2）：1～8
10. 李宗道等. 苎麻土壤微生物与纤维产量、质量关系的初步研究.微生物通报，1984，11（4）
11. 李宗道. 苎麻高产栽培技术.长沙：湖南科学技术出版社，1987
12. 李宗道，胡久清.麻类形态学.北京：科学出版社，1987
13. 李宗道. 苎麻生理生化与遗传育种.北京：农业出版社，1989
14. 李宗道. 苎麻品种区域化及快速无性繁殖新技术的研究与推广，湖南农学院学报，1989年增刊，83～90
15. 李宗道. 李宗道苎麻研究学术文集（中英文版）.长沙：湖南科学技术出版社，1992
16. 卢浩然，李宗道. 中国麻类作物栽培学.北京：中国农业出版社，1993
17. 钟爱平，李宗道. 苎麻诱导无融合生殖及其胚胎学初步研究.作物研究（增刊），1994（3）：70～78
18. 李宗道. 苎麻生物技术研究进展.长沙：湖南科技出版社，1996
19. 陈喜文，李宗道等. 苎麻原生质体培养及植株再生.植物学报，1996 （2）：118～122
20. 熊兴耀，李宗道等. 苎麻原生质体再生植株及其影响因子的初步研究.农业生物技术学报，1996，4（2）：147～152
21. 王春桃、李宗道等. 苎麻施钾效应的研究.中国农业科学，199629 （2）：67～72
22. 崔国贤，李宗道. 苎麻不同基因型钾营养特性的研究.农业现代化研究，1995（5）：181～184
23. 李宗道等. 苎麻年循环光照阶段的分析.农业学报，1995（4）：407～415
24. 李宗道. 当代苎麻高产栽培.上海：上海科技出版社，1997
25. 李宗道等. 走农、科、工、贸产业一体化之路.麻纺织技术，1997 （3）：41～42